# 350
Évszázadok: 3. század – 4. század – 5. század
Évtizedek: 300-as évek – 310-es évek – 320-as évek – 330-as évek – 340-es évek – 350-es évek – 360-as évek – 370-es évek – 380-as évek – 390-es évek – 400-as évek
Évek: 345 – 346 – 347 – 348 –  349 – 350 – 351 – 352 – 353 – 354 – 355

## Események

### Római Birodalom
- Flavius Sergiust és Flavius Nigrinianust választják consulnak.
- Constans császár kicsapongásai és hanyagsága miatt végképp népszerűtlenné válik. Január 18-án a rajnai légiók parancsnoka, Magnentius fellázad ellene és császárrá kiáltja ki magát. Constans közvetlen testőrségével Hispániába menekül, de Dél-Galliában Magnentius hívei megölik.
- II. Constantius, a keleti birodalomrész császára, Constans bátyja, nem ismeri el Magnentiust és ellene vonul. Constantius nővére, Constantina ráveszi Vetranio illyriai helytartót, hogy kiáltsa ki magát nyugati császárrá. Constantius elfogadja a választást és pénzt küld Vetraniónak egy hadsereg felállítására.
- II. Constantius másodunokatestvére, Nepotianus császárrá kiáltja ki magát és egy csapat gladiátorral bevonul Rómába. Egy hónappal később Magnentius hadvezére, Marcellinus legyőzi és megöli Nepotianust.
- December 25.: II. Constantius és Vetranio Naissusban találkoznak. Itt Constantius a hadsereg előtt kinyilvánítja, hogy egyedül kíván uralkodni, mire az idős Vetranio lemond és a kegyelméért könyörög. Constantius megbocsát neki és hagyja hogy magánemberként élje tovább az életét.
- Az őt támogató Constans halálát követően Constantius leváltatja Paulus konstantinápolyi pátriárkát és helyét ismét az ariánus Makedoniosz foglalja el. Paulust Kappadókiában bebörtönzik, megpróbálják halálra éheztetni, majd megfojtják.
- A római-perzsa háborúban II. Sápur harmadszor is ostrom alá veszi Niszibiszt. Bár sikerül lerombolnia a fal egy részét, a védők visszaverik a támadást és Sápur sietve otthagyja a várost, mert hírét veszi hogy a nomádok (talán hunok) megtámadták keleti határait.
- Mivel a rómaiak is a nyugati polgárháborúval vannak lekötve, békét kötnek a perzsákkal, akik visszahelyezik a trónjára az elfogott és megvakított VII. Tigranész örmény királyt. Tigranész hamarosan lemond fia, II. Arszakész javára.
- Földrengés dönti romba Carnuntumot (ma Bécs).

### India
- Északkelet-Indiában Pusjavarman megalapítja a Kamarupa királyság Varman-dinasztiáját.

### Kína
- Az észak-kínai Kései Csao államban a han származású Si Min hadvezér megdönti Si Csien császár hatalmát, felveszi családja régi nevét a Zsant, az államot átnevezi Zsan Vejre és tömegesen gyilkoltatja le a csie nemzetiségű lakosságot, amely eddig az uralkodó réteget adta.
- A hszienpej vezetésű Korai Jen állam királya, Murong Csün megtámadja a belháború dúlta Zsan Vejt és elfoglalja Csicsenget (Pekinget).

## Születések
- Szent Honoratus, Arles püspöke
- Alexandriai Hüpatia, neoplatonikus filozófus
- Mopszuesztiai Szent Theodórosz, keresztény teológus

## Halálozások
- Constans, római császár
- Nepotianus, római trónkövetelő
- I. Paulus, konstantinápolyi pátriárka
- Si Csien, Kései Csao császára

## Fordítás
- Ez a szócikk részben vagy egészben  a(z)   350 című angol Wikipédia-szócikk ezen változatának fordításán alapul.  Az eredeti cikk szerkesztőit annak laptörténete sorolja fel. Ez a jelzés csupán a megfogalmazás eredetét és a szerzői jogokat jelzi, nem szolgál a cikkben szereplő információk forrásmegjelöléseként.